# Xishan Xiang (socken i Kina, Yunnan, lat 24,30, long 98,21)
Xishan Xiang (kinesiska: 西山, 西山乡) är en socken i Kina. Den ligger i provinsen Yunnan, i den sydvästra delen av landet, omkring 460 kilometer väster om provinshuvudstaden Kunming.
Genomsnittlig årsnederbörd är 1 577 millimeter. Den regnigaste månaden är juli, med i genomsnitt 440 mm nederbörd, och den torraste är januari, med 4 mm nederbörd.